# Pycnostega leucochora
Pycnostega leucochora là một loài bướm đêm trong họ Geometridae.